# Susanne Burkhard
Susanne Burkhard (* 1969 in Heidelberg) ist eine deutsche Schauspielerin und Tänzerin.

## Biografie
Susanne Burkhard wurde im Jahre 1969 in Heidelberg geboren. Von 1988 bis 1991 studierte sie an der Stage school of music, dance and drama in Hamburg Tanz. Danach machte Burkhard erste Erfahrungen und Projekte als Schauspielerin unter anderem in Dea Lohers Olgas Raum am Ernst-Deutsch-Theater in Hamburg.
Von 1993 bis 1998 war sie festes Ensemblemitglied am Schloßtheater Celle. Dort arbeitete sie unter anderem mit Erik Gedeon und Simone Sterr zusammen. Bemerkenswerte Rollen in dieser Zeit waren Ophelia in William Shakespeares Hamlet, Antigone in Jean Anouilhs Antigone und Leonore d´Este in Johann Wolfgang von Goethes Torquato Tasso. Danach wirkte sie bei den Domfestspielen in Bad Gandersheim mit.
Von 1999 bis 2004 war Burkhard am Staatstheater Darmstadt engagiert. Dort arbeitete sie unter anderem mit Bernarda Horres in Das Mädchen in Bernard-Marie Koltès Roberto Zucco, Lulu in Frank Wedekinds Lulu, mit Jan Langenheim Miss Angela D. in M. Ondaatjes The Collected Works of Billy the Kid und Dusan D., Parizek Marianne in Ödön von Horváths Geschichten aus dem Wienerwald zusammen.
2005 begann ihre Zusammenarbeit mit Heike Scharpff. Mit ihr wurde sie im Jahre 2006 beim Festival Theaterzwang in Dortmund mit leidenschaftlich_hannah arendt Preisträgerin. In dieser Zeit war sie außerdem freiberuflich tätig, unter anderem in Mexiko-Stadt, am Mousonturm in Frankfurt, in der Wagenhalle in Marburg und am Theater im Pumpenhaus in Münster.
Seit der Spielzeit 2006 / 2007 ist sie festes Ensemblemitglied am Theater Oberhausen. Zu ihren ersten Produktionen gehörte Der gute Mensch von Sezuan von Bertolt Brecht.
Susanne Burkhard wohnt in Oberhausen.

## Auszeichnungen (Auswahl)
- 1999: Roswitha-Ring für die beste Darstellerin